# گلف‌استریم پرگرین ۶۰۰
گلف‌استریم پرگرین ۶۰۰ (به انگلیسی: Gulfstream Peregrine 600) یک هواگرد ساختِ کارخانهٔ گلف‌استریم اروسپیس در کشور ایالات متحده آمریکا است. این هواگرد برای نخستین بار در ۲۲ مه ۱۹۸۱ میلادی مورد استفاده قرار گرفت.